# Меланоцитни младеж
Меланоцитни младеж (невус)  уобичајена је врста неканцерозног стања ћелија коже које производе пигмент  (меланоцити), или врста меланоцитног тумора који садржи ћелије младежа.  Неки извори изједначавају термин младеж са „меланоцитним невусом“,  али постоје и извори који изједначавају термин младеж са било којим обликом невуса.  Често се појављују као мале, тамно смеђе мрље код већина људи у већем броју (од 10 до 40), током детињства и адолесценције и могу се променити у изгледу или избледети током времена. Већина младежа се појављује током прве две деценије живота, а отприлике једна од сваких 100 беба се рађа са младежима.
Меланоцити потичу из нервног гребена и мигрирају током ембриогенезе на одабрана ектодермална места (првенствено на кожу и ЦНС), али и на очи и уши. Ектопични меланоцити су идентификовани на обдукцији у гастроинтестиналном и генитоуринарном тракту. Сматра се да конгенитални меланоцитни невуси представљају аномалију у ембриогенези и, као такви, могу се сматрати, барем у извесном смислу, малформацијама или хематомима.  Насупрот томе, већина стечених меланоцитних младежа сматрају се доброћудним неоплазмама. и могу бити под већим ризиком од преласка у меланом.
Младеж може бити субдермални (испод нивоа коже) или пигментирани када расте на кожи, формиран претежно од врсте ћелије познатих као меланоцити. За њихову тамну боју одговорна је висока концентрација агенса за пигментацију тела, меланина.
Младежи су члан породице кожних лезија познатих и као невуси и могу се појавити код свих врста сисара, али су најопширније документоване код људи, паса и коња.

## Епидемиологија

### Учесталост
Стечени меланоцитни младежи су толико чести да се не могу сматрати дефектом или абнормалношћу. Међутим, упркос високој преваленцији, меланоцитни младежи су ипак патолошки у смислу да представљају аберантну или неопластичну пролиферацију ћелија. Већина особа са светлом кожом има најмање неколико меланоцитних невуса. Меланоцитни невуси се такође јављају код тамнопутих особа, иако са малом преваленце. Занимљиво је да постоје разлике у дистрибуцији меланоцитних младеж између светлих и тамнопутих појединаца. Код особа са светлом кожом, већина меланоцитних младеж се јавља на трупу. Код тамнопутих особа, акрални меланоцитни невуси су релативно чешћи.
Преваленција у етничким групама са тамном кожом је нижа од оне уочене код особа са светлом кожом. Ако излагање ултраљубичастом зрачењу представља индукујући агенс за развој меланоцитних младежа, онда то није изненађујуће. Неки појединци пореклом из северне Европе, посебно они из северне Немачке, Холандије, Белгије и Уједињеног Краљевства, неретко имају велике невусе (≥ 1 cm у највећем пречнику), често великог броја (>50, до неколико стотина), са црвено-браон бојом. Ови младежи се називају атипични младежи или диспластични младежи.

### Раса
Меланоцитни младежи су уобичајене лезије код пацијената са светлом или светлијом кожом и ређе су лезије код тамнопутих особа. Ова разлика у преваленцији се делимично може приписати чињеници да је идентификовање младежа код пацијената са тамном кожом често тешка, посебно ако су лезије макуларне (равне).
Неки ауторитети сугеришу да су меланоцитни невуси делимично стимулисани излагањем сунчевој светлости. Ако је тако, онда особе са тамном кожом могу имати мање невуса због заштитних својстава меланина.

### Пол
Нема јасне полне склоности за развој меланоцитних младежа. Претпоставља се да меланоцити показују одређени степен реакције на полне хормоне. Налази повезани са меланоцитним невусима током трудноће подржавају овај закључак. Меланоцитни невуси обично потамне и/или се увећају током трудноће. Показало се да меланоцити имају цитосолне рецепторе за естрогене и андрогене, а меланогенеза реагује на ове стероидне хормоне. Чини се да неки меланоми реагују на хормоне, што се може објаснити овим цитосолним рецепторима.
Из базе података аутора (на Универзитету Калифорније, Сан Франциско), подаци јасно показују да се биопсије гениталних меланоцитних младежа много чешће раде код жена него код мушкараца. Ови подаци не потврђују недвосмислено да је преваленција гениталних меланоцитних невуса заиста повећана код жена, иако се то чини вероватним.

### Старост
Урођени меланоцитни младежи су присутни при рођењу или убрзо након тога, иако су неки мали урођени невуси остају неприметни до неког каснијег животног доба.
Иако стечени меланоцитни невуси наченом нису присутни при рођењу,  инциденца меланоцитних младежа се повећава током прве 3 деценије живота.
Врхунац инциденције меланоцитних младеж је у четвртој до петој деценији живота, а инциденција са сваком узастопном деценијом опада, са малом инциденцом код старијих особа.
Инциденца подтипа невуса такође може варирати у зависности од старости,  па су тако нпр.  меланоцитни младеж мешовитог узорка са периферним ободом тамних глобула доста  ретки код особа старијих од 50 година и да их треба сматрати сумњивим.

## Етиологија
Етиологија меланоцитних младежа остаје непозната, Нису утврђени генетски или еколошки утицаји који би могли да допринесу развоју урођених младежа. Међутим, након проучавања 144 деце у Напуљу, истраживачи су закључили да је развој меланоцитних младежа у раном животном добу резултат компликованих односа између еволуције младежа, анатомске локације и фактора животне средине и конституције.  Специфични генетски фактори који доприносе развоју стечених меланоцитних младежа такође остају непознати. Међутим, истраживања указују на то да би склоност развоју великог броја младежа, као што су вишеструки диспластични младежи, могла бити наслеђена као аутозомно доминантна особина.
Пацијенти са породичним атипичним вишеструким младежи и синдромом меланома (такође познатим као синдром диспластичног младежа) развијају десетине до стотине меланоцитних младежа и имају повећан животни ризик за развој меланома. Као што назив говори, верује се да овај поремећај има наследну основу.
Неки докази сугеришу да ултраљубичасто зрачење може изазвати развој стечених меланоцитних младежа. Број меланоцитних младежа у детињству је обрнуто повезан са степеном пигментације коже и висок је код деце са слабом толеранцијом на сунце. Механизам ове индукције није довољно истражен, али би таква индукција могла да представља пример промоције  рака изазваног ултраљубичастим светлом.

## Клиничка слика
Меланоцитни младежи се веома разликују по клиничком, дерматоскопском и хистолошком изгледу.
- Могу се појавити на било ком делу тела.
- Разликују се по изгледу у зависности од локације на телу.
- Могу бити равни или избочени.
- Разликују се у боји од ружичастих или телесних тонова до тамно браон, челично плаве или црне.
- Особе светле пути имају младеже светле боје, а тамнопуте особе имају тамно смеђе или црне младеже.
- Мада су углавном округлог или овалног облика, младежи су понекад необичних (бизарних) облика.
- У пречнику су од неколико милиметара до неколико центиметара.

## Врсте

### Урођени меланоцитни младеж
Урођени меланоцитни младеж значајно се разликују  од других облика по величини и обично се класификују као:
- мали (< 1  cm),
- средњи (1-3  cm)
- велики/џиновски (>3 cm).

Урођени меланоцитни младежи су углавном релативно равномерно пигментирани и тамни или смеђи, посебно они који су танки. Код неких урођених младежа, ћелије се протежу од нивоа епидермиса до поткожног масног ткива. Ове лезије могу имати низ боја и понекад се не могу лако разликовати од меланома само на основу физикалног налаза из клиничке процене.
Уроћени меланоцитни младежи су хематомални; јер садрже преовлађујуће меланоците, мада имају истовремену акцентуацију других кожних елемената. Тако се може приметити повећање броја фоликула длаке, присуство фоликула повећане величине или повећање других додатака коже.

### Уобичајени стечени меланоцитни младеж
Конвенционални или уобичајени стечени меланоцитни младежи су углавном мањи од 1  cm у пречнику и равномерно пигментисани. Неки атипични меланоцитни младежи (меланоцитни младежи Кларковог или диспластичног типа) су већи од 1  cm, посебно када се такве лезије јављају на трупу.
Спољни меланоцитни младежи су макуларни или танко папуларни. Спољне лезије се обично крећу од браон до браонкасто-црне боје. Тамнија обојеност спољних меланоцитних младежа произилази из чињенице да је површински епидермис често истовремено хиперпигментисан.
Сложени и интрадермални меланоцитни младежи показују елевацију у односу на околну незахваћену кожу. Сложени меланоцитни младежи су често светлије боје од спољних младежа и крећу се од смеђе до светло браон боје. Неки сложени меланоцитни младежи имају области тамне пигментације, посебно оне које су недавно биле надражене или трауматизоване. Многи потпуно интрадермални меланоцитни младежи не показују значајну пигментацију.
Развој нове области пигментације унутар дуготрајног непигментисаног или слабо пигментисаног једињења или интрадермалног меланоцитног младежа разлог је за забринутост. Иако пигментне промене могу бити последица случајне упале или недавне иритације или трауме, могућност развоја меланома такође се узима у обзир у диференцијалној дијагнози. Генерално, биопсија за микроскопски преглед је оправдана у овом контексту.

### Диспластични или атипични младеж
Диспластични или атипични младежи (такође познати као Кларк младежи) стечене су варијанте које су релативно равне, танко папуларне и релативно широке. Често, такве лезије показују морфологију налик на мету или пржено јаје, са централном папуларном зоном и макуларним околним подручјем са различитом пигментацијом.
Диспластични младежи се често јављају у породици. Погођене особе могу имати десетине или стотине таквих лезија. Готово увек, особе са диспластичним младежима су северноевропског порекла из Уједињеног Краљевства, Холандије, Немачке или, повремено, из Пољске или Русије. Већина ових особа има светлу кожу и друге келтске карактеристике. Неки појединци имају само неколико атипичних младежа, а њихов ризик од меланома можда неће бити много већи од особа без таквих младежа. Особе са великим бројем младежа (>100) имају висок животни ризик од меланома који се приближава јединици. Особе са великим бројем младежа и породичном историјом меланома (који се састоје од ≥ 2 члана примарне породице са меланомом) имају изузетно висок ризик од развоја меланома и заслужују пажљиво клиничко праћење.
Диспластични младежи углавном расту кроз бочно проширење интраепидермалне компоненте лезије; стога, ове лезије често попримају клиничку конфигурацију прженог јајета, са централном папуларном зоном и околним макуларним подручјем различите пигментације. Периферна граница се често доживљава као замагљена или нејасна због овог бочног проширења површинских меланоцита.
Неки ауторитети су претпоставили да су Кларк (диспластични) младежи значајни или уобичајени претходници меланома. Ознака диспластичан младеж је изабрана да сугерише да ове лезије представљају средњи (нестабилан) облик између конвенционалних младежа и меланома. Овај концепт остаје контроверзан. Они могу представљати прекурсорске лезије, маркере за повећан ризик од де ново меланома, или обоје. Неки подаци сугеришу да се већина меланома код пацијената са синдромом диспластичног младежа јавља де ново. Док уклањање свих диспластичних младежа код особе са меланомом генерално није индиковано, уклањање лезија са веома атипичним изгледом је индиковано да би се утврдило да меланом није присутан.

### Спиц младеж
Спиц младеж  значајно се разликују по величини, али су углавном мањи од 1 цм у пречнику. Ови младежи имају изглед налик кератози због повезане епидермалне хиперплазије и хиперкератозе, а неки имају изглед сличан ангиому због повезане васкуларне ектазије.
Степен пигментације Спиц младежа такође варира; од јако пигментираног облика, преко малае варијанте вретенастих ћелија на ногама жена, који се назива  "пигментирани младеж вретенастих ћелија" или "Ридов младеж" јер је  варијанта пигментираних вретенастих ћелија које је својевремено описао др Ричард Рид.

### Плави младеж
Плави младежи (који се из  историјских разлога  тако зову) нису увек плави, а нису ни увек пигментирани.
Плави младежи су понекад већи од других меланоцитних младежа, повремено имају пречник од 2  cm или већи. Ово се посебно односи на ћелијске лезије (ћелијски плави младежи) које се јављају на местима заштићеним од сунца, као што је задњица.
Плави младежи су често чврсти због повезаности са стромалном склерозом и често имају нодуларни квалитет, што је одраз њиховог дубљег положаја у кожи.
Јако пигментирани плави младежи се клинички манифестују као плаве, црне или сиве лезије, док плави младежи са мањим степеном пигментације могу бити смеђи или смеђи или стриктно боје околне здраве коже.
Хипоцелуларни плави младежи који покривају широку клиничку дистрибуцију неки аутори називају "дермалним меланоцитним хаматомима". Овај спектар укључује ентитете младежа Ито, младежа Ота и младежа Сунца.

## Дијагноза
Меланоцитни младежи се обично дијагностикују клинички по њиховом типичном изгледу. Ако постоји сумња у дијагнозу, може се консултовати патолог или уз помоћ клиничких и дерматоскопских снимака. Ово је посебно важно ако:
- младежи мењају величину, облик, структуру или боју,
- нови младеж настаје у одраслом добу (> 40 година)
- изгледа другачије од младежа других особе (такозвано ружно паче)
- има АБЦД карактеристике (асиметрија, неправилност ивица, варијација боје, пречник > 6 mm)
- крвари, има коре или сврби.

### Генетски биомаркери за помоћ у дијагнози
Постојање вишеструких механизама који помажу у спречавању малигне трансформације у генетски оштећеним меланоцитима ограничава употребу биомаркера како би се помогло у разликовању бенигних од малигних лезија. Конкретно, редундантна природа различитих механизама старења отежава утврђивање лезије као малигне само зато што је једна баријера нефункционална. Процена пролиферације ћелија такође не одређује да ли је таква пролиферативна активност унутар дате лезије привремена (пре-старећа или неограничена).
Већина лезија на кожи са овим карактеристикама су заправо безопасне када их процени стручњак дерматоскопијом. Краткотрајно дигитално дерматоскопско снимање може се користити у двосмисленим равним лезијама да би се проверило да ли се мења током времена. Рекурентни образац хромозомских аберација код меланома омогућава процену таквих аберација фокусиранијим методама као што је ФИСХ. ФИСХ  која се може применити на фиксно ткиво и омогућава брже време обраде и анализу мањих узорака од ЦГХ, укључујући потпуно интраепидермалне лезије. Више студија је показало да комбинација сонди усмерених на хромозоме 6п, 6 центромере , 6к и 11к може разликовати меланоме од младежа са високом специфичношћу (приближно 95%) и прихватљивом осетљивошћу (приближно 85%). Осетљивост и специфичност код хистопатолошки двосмислених тумора је теже проценити с обзиром на ограничен број таквих случајева са подацима о дуготрајном праћењу.
Младежи који остају сумњиви на меланом узоркују се ради хистопатологије (дијагностичка биопсија). Делимична биопсија се не препоручује, јер се узорковањем ткива може промашити област канцерогене промене.

## Терапија
Већина меланоцитних младежа је безопасна и може се безбедно оставити без икакве терапије. Меланоцитни младежа се евентуално могу уклонити у следећим околностима:
- да се искључи рак, или због забринутости у вези са биолошким потенцијалом лезије.
- ако је младеж сметња (иритира га одећа, чешаљ или бријач)
- козметички  (естетски) разлози (посебно код жена када је младеж ружан).

Хируршке технике за уклањање младежа укључују:
- Ексцизиону биопсију равног или сумњивог меланоцитног младежа
- Биопсију избоченог меланоцитног младежа
- Електрохируршку деструкцију
- Терапију ласером за смањење пигментације или уклањање грубих длака.

Меланоцитни младежи који су уклоњени ради козметике често се уклањају тангенцијалном ексцизијом и дебридманом.
Велике лезије могу захтевати потпуну ексцизију са затварањем ране шавом, чак и ако се зна да су доброћудне, јер лезије веће од 1 cm у пречнику често нису подложне техници дебридмана.
Једноставна конзервативна ексцизиона биопсија са шавом је обично најефикасније средство за дијагнозу ако постоји забринутост у вези са могућношћу трансформације младежа у меланом. Ако се утврди да је лезија доброћудна, онда, обично, није потребно даље лечење.
Достављање комплетног узорка ексцизије патологу пружа најбољу прилику да постављање тачне дијагнозе јер се сви доступни критеријуми могу применити на лезији.
Ако се уради делимична биопсија, информације о величини и изгледу лезије која је подвргнута биопсији треба да се проследе патологу или дерматопатологу. Тумачење парцијалних биопсијских узорака меланома није мудро, посебно за патологе са ограниченим искуством у микроскопској процени меланоцитних неоплазми и није неуобичајено, јер може довести до лажне дијагнозе младежа. Ако узорак биопсије представља делимични узорак веће лезије, клиничар би требло да то јасно назначи дерматопатологу или патологу на обрасцу захтева. Ако постоји било која атипична карактеристика, потребно је потражити друго мишљење стручнијег дерматопатолога.

## Прогноза
Прогноза повезана са било којим појединачним меланоцитним младежом је повољна јер су ове лезије доброћудне неоплазме без потенцијала за злоћудно понашање, осим ако не дође до еволуције у меланом. Сматра се да пацијенти са вишеструким меланоцитним младежима или значајним меланоцитним  младежима имају повећан животни ризик од меланома, при чему се ризик повећава у грубој сразмери са величином и/или бројем лезија.
Меланоцитни младежи, ако се правилно дијагностикују, биолошки су стабилне, потпуно доброчудне лезије. Међутим, меланоцитни  младежи се могу трансформисати у меланом. Права учесталост трансформације меланоцитног  младежа у меланом није позната, а процењена преваленција увелико варира у објављеним серијама, са неким подацима да је до 40% меланома повезано са прекурсорским меланоцитним младежом.
И стечени и урођени меланоцитни невуси носе одређени ризик за развој меланома. Конгенитални меланоцитни  младежи носе већи ризик, а то се посебно односи на џиновске конгениталне меланоцитне  младеже.  Велики и џиновски конгенитални меланоцитни младежи често имају и биолошке и козметичке импликације. Велики конгенитални младежи имају низак, али реалан ризик од секундарне малигне трансформације и развоја меланома.Према подацима меланом се може развити унутар џиновског конгениталног меланоцитног младежа у до 5% случајева.

## Превенција
Прелиминарни докази наводе да је изложеност ултраљубичастом зрачењу у детињству у корелацији са бројем меланоцитних младежа који се развијају у наредним годинама. Ако се претпостави да је ово тачно, онда ограничавање излагања ултраљубичастом светлу (нпр. наношење креме за сунчање , пружање едукације о сунцу) могу да доведу до смањења инциденције меланоцитних младежа и меланома током старења неке особе.